# Bora Vang
Bora Vang (Chinees: 王博; Shijiazhuang, China, 9 april 1987) is een in China geboren Turks voormalig professioneel tafeltennisser. Hij speelt rechtshandig, met de shakehandgreep. In het Chinees stond hij bekend als Wang Bo.
Hij vertegenwoordigde Turkije op de Olympische Zomerspelen 2012 maar won daar geen medailles.

## Belangrijkste resultaten
- Goud in het gemengd dubbelspel op de Europese kampioenschappen 2010 met He Sirin.
- Zilver in het gemengd dubbelspel op de Europese kampioenschappen 2012 met Melek Hu.
- Brons in het gemengd dubbelspel op de Europese kampioenschappen 2009 met He Sirin.